# Ère Kan'ō
L'ère Kan'ō (観応), parfois aussi romanisée en Kannō, est une des ères du Japon (年号, nengō, lit. « nom de l'année ») de la  Cour du Nord durant l'époque Nanboku-cho après l'ère Jōwa et avant l'ère Bunna. Cette ère couvre la période allant du mois de février 1350 au mois de septembre 1352. L'empereur siégeant à Kyoto est Sukō (崇光天皇, Sukō-tennō). Le rival à la Cour du Sud de Go-Kōgon durant cette même période est l'empereur Go-Murakami (後村上天皇, Go-Murakami-tennō).

## Contexte de l'ère Nanboku-chō

Les sièges impériaux durant l'époque Nanboku-chō sont relativement proches l'un de l'autre mais géographiquement distincts. Ils sont conventionnellement identifiés ainsi :
Capitale du nord : Kyoto
Capitale du sud : Yoshino.

Au cours de l'ère Meiji, un décret impérial daté du 3 mars 1911 établit que les monarques régnants légitimes de cette époque sont les descendants directs de l'empereur Go-Daigo par l'empereur Go-Murakami dont la Cour du Sud a été établie en exil à Yoshino près de Nara.
Jusqu'à la fin de l'époque d'Edo, les empereurs usurpateurs (en supériorité militaire) et  soutenus par le shogunat Ashikaga sont erronément inclus dans les chronologies impériales  en dépit du fait incontestable que les insignes impériaux ne sont pas en leur possession.
Cette Cour du Nord illégitime est établie à Kyoto par Ashikaga Takauji.

## Changement d'ère
- 1350, aussi appelée Kannō gannen (観応元年?) : Le nom de la nouvelle ère est créé pour marquer un événement ou une succession d'événements. La précédente ère se termine quand commence la nouvelle, en  Jōwa 6.

Durant la même période, l'ère Shōhei (1346–1370) est le nengō équivalent pour la Cour du Sud.

## Événements de l'ère Kan'ō
- 1350 (Kan'ō 1, 10e mois) : Yoshinori garde Kyoto[4].
- 1350 (Kan'ō 1) : Tadayoshi, exclu de l'administration, se fait prêtre[5]. Ashikaga Tadafuyu, le fils adopté de Tadayoshi, est répudié à tort comme rebelle[6].
- 1351 (Kan'ō 2) : Tadayoshi se joint à la Cour du Sud, l'armée du sud prend Kyoto. Pendant une trêve Takauji retourne à Kyoto; Tadayoshi et Takauji se réconcilient; Kō no Moronao et Kō no Moroyasu sont exilés[5].
- 1350 - -1352 (Kan'ō 2 - 3) : Un conflit armé, connu sous les différents noms de « incident de Kan'ō » ou « troubles de Kan'ō » (観応擾乱) Kannō no juran, se développe à partir d'un antagonisme entre le shogun Ashikaga Takauji et son frère Ashikaga Tadayoshi. Les désaccords à propos de l'influence de Kō no Moronao se réduisent après la mort de celui-ci. Tadayoshi reçoit l'ordre de s'installer à Kamakura. Finalement les frères Kō se réconcilient avant la mort de Tadayoshi en 1352[7].